# نیناگال
نیناگال (سومری: 𒀭𒎏𒀉𒃲) یا Ninagala خدایی بین‌النهرینی بود که آهنگری الهی تصویر می‌شد.

## نام و شخصیت
نیناگال در جایگاه آهنگر الهی بود. او را می‌توان «سرآهنگر»ِ (simug gal) آن نامید.

## پرستش
متن‌های متعدد از سلطنت اور-بابا در لاگاش نشان می‌دهد که نیناگال خدای شخصی او بوده است. او در یکی از کتیبه‌هایش، خود را پسر این خدا معرفی می‌کند. او همچنین معبدی را برای این خدا ساخت که بنا به گفته اندرو آر. جرج احتمالا در گیرسو قرار داشت.